# Koné (Nieuw-Caledonië)
Koné is een gemeente in Nieuw-Caledonië en telt 7.340 inwoners (2014). De oppervlakte bedraagt 373,6 km², de bevolkingsdichtheid is 19,6 inwoners per km².